# Freeport (Pennsilvània)
Freeport és una població dels Estats Units a l'estat de Pennsilvània. Segons el cens del 2000 tenia 1.962 habitants.

## Demografia
Segons el cens del 2000, Freeport tenia 1.962 habitants, 878 habitatges, i 532 famílies. La densitat de població era de 653 habitants per quilòmetre quadrat.
Dels 878 habitatges en un 26,7% hi vivien nens de menys de 18 anys, en un 44,6% hi vivien parelles casades, en un 12,1% dones solteres, i en un 39,4% no eren unitats familiars. En el 36,4% dels habitatges hi vivien persones soles el 20,5% de les quals corresponia a persones de 65 anys o més que vivien soles. El nombre mitjà de persones vivint en cada habitatge era de 2,23 i el nombre mitjà de persones que vivien en cada família era de 2,94.
Per edats la població es repartia de la següent manera: un 22,3% tenia menys de 18 anys, un 7,3% entre 18 i 24, un 29,1% entre 25 i 44, un 21,9% de 45 a 60 i un 19,4% 65 anys o més.
L'edat mediana era de 39 anys. Per cada 100 dones de 18 o més anys hi havia 81,3 homes.
La renda mediana per habitatge era de 28.565 $ i la renda mediana per família de 40.000 $. Els homes tenien una renda mediana de 31.397 $ mentre que les dones 21.690 $. La renda per capita de la població era de 16.845 $. Entorn del 8% de les famílies i el 10,4% de la població estaven per davall del llindar de pobresa.

## Poblacions més properes
El següent diagrama mostra les poblacions més properes.